# Cuphea carajasensis
Cuphea carajasensis är en fackelblomsväxtart som beskrevs av A. Lourteig. Cuphea carajasensis ingår i släktet blossblommor, och familjen fackelblomsväxter. Inga underarter finns listade i Catalogue of Life.